# Tore Allan Nilsson
Tore Allan Magnus Nilsson, född 7 maj 1914 i Nederkalix församling, död 27 juni 1996 i Nederkalix församling, spelade dragspel och fiol i Thores Trio, som han bildade 1933 tillsammans med sina två bröder.